# Cylindromyia pusilla
Cylindromyia pusilla là một loài ruồi trong họ Tachinidae.